# Alicia Azula
Graciela Alicia Digiuni de Azula, o Alicia Azula (16 de mayo de 1957, Resistencia, provincia de Chaco) es una política argentina de la Unión Cívica Radical, Intendente de la ciudad chaqueña de Barranqueras para el período 2015-2019, ocupó ese cargo en los períodos 2003-2007 y  2007-2011.

## Antecedentes Académicos
- Título medio: técnica Electromecánica, egresada de ENET N.º 1 Gral. Manuel Belgrano (hoy EET Nº 21) - Resistencia - Chaco.
- Título universitario: profesora en Educación Pre–elemental, egresada de la Universidad Nacional del Nordeste - UNNE.
- Profesora de Enseñanza Media en Ciencias de la Educación.
- Profesora en Ciencias de la Educación.

## Trayectoria
- Secretaria de Gobierno de la Municipalidad de Barranqueras desde diciembre de 1999 a octubre de 2001.[6]
- Concejal de la Municipalidad de Barranqueras desde octubre de 2001 a noviembre de 2002.
- Intendente electa de la Ciudad de Barranqueras desde diciembre de 2003 a 2007, reelecta para el período 2007 a 2011, y nuevamente reelecta para el período 2011 a 2015 (últimas elecciones celebradas en septiembre de 2011).[7][8][9]

## Actividades fuera de la política
- Propietaria y responsable legal del establecimiento educativo “UEP Nº 6 - Arístides Omar Ginesta” (Preescolar, EGB 1, 2, 3 y Polimodal). Creada en el año 1986.
- Presidente “Don Orione Atletic Club”.